# Wilhelm Graf Schwerin von Schwanenfeld
Wilhelm Franz Graf Schwerin von Schwanenfeld (* 7. Februar 1929 in Göhren) ist ein deutscher Land- und Forstwirt. Er war Präsident der Johanniter-Unfall-Hilfe und Ordensstatthalter des Johanniterordens.

## Familie
Wilhelm Graf Schwerin von Schwanenfeld war einer von fünf Söhnen aus der Ehe von Marianne, geborene Sahm (1907–1988), und Ulrich Wilhelm Graf Schwerin von Schwanenfeld (1902–1944) und wuchs auf dem familieneigenen Gut Göhren in Mecklenburg-Strelitz (heute Teil der Stadt Woldegk) und auf dem Gut Sartowitz in Westpreußen auf. Nach dem Scheitern des Attentats gegen Hitler am 20. Juli 1944, an dem sein Vater Ulrich Wilhelm maßgeblich beteiligt war, wurde die Familie verhaftet und auseinandergerissen. Er kam in das Kinderheim im Borntal in Bad Sachsa.
Zwei seiner Brüder starben noch im Kindesalter; die beiden anderen Brüder sind der Verleger Christoph Andreas Graf von Schwerin (1933–1996) und der Historiker und Polizeipräsident a. D. Detlef Graf von Schwerin.
Großvater väterlicherseits war der Diplomat Ulrich Carl Wilhelm Graf von Schwerin (1864–1930), die Großmutter Freda Elisabeth Helene Gräfin von Schwerin, geborene v. Bethmann-Hollweg (1876–1959). Der Großvater mütterlicherseits, Heinrich Sahm (1877–1939), war bis 1931 Senatspräsident von Danzig. Als Oberbürgermeister von Berlin wurde er 1936 von den Nazis abgesetzt und als Gesandter nach Oslo geschickt.
Wilhelm Graf Schwerin von Schwanenfeld war in erster Ehe mit Alexandra, geb. Gräfin von Posadowsky-Wehner (1937–1965), in zweiter Ehe mit Astrid, geb. Auffermann, verheiratet.

## Leben
Nach einer landwirtschaftlichen Lehre und Höherer Landbauschule spezialisierte sich Wilhelm Graf Schwerin im Bereich Obstbau. Von 1952 bis 1956 war er als Farmer in Südafrika tätig. 1957 absolvierte er eine kaufmännische Lehre bei Siemens und wechselte 1961 zu John Deere Export in Mannheim. Von 1961 bis zu seiner Pensionierung 1994 war er bei John Deere in der Leitungsebene tätig, zuletzt als PR-Direktor in der Europazentrale für den Bereich Europa, Afrika und Mittel-Nahost. Seit 1994 lebt er mit seiner Frau Astrid, geb. Auffermann, wieder auf dem familieneigenen Gut in Göhren.
1968 wurde er Mitglied der Johanniter-Unfall-Hilfe (JUH). Von 1980 bis 2001 war er ehrenamtlicher Präsident der Johanniter-Unfall-Hilfe. In seiner Amtszeit wuchs die Zahl der Mitglieder der evangelischen Hilfsorganisation auf 1,3 Mio. an. Des Weiteren engagierte er sich für den Ausbau des JUH in den Neuen Bundesländern nach der Wende 1989. Er war Initiator der internationale Hilfe und organisierte Auslandseinsätze der Johanniter in Rumänien, Russland und Belarus, die mit dem Zusammenbruch des Kommunismus in Osteuropa zusammenfielen. Er baute die Erste-Hilfe-Ausbildung, Rettungsdienst und Soziale Dienste der JUH wesentlich aus. 2001 wurde Wilhelm Graf Schwerin zum Ehrenpräsidenten der JUH ernannt. Gleichzeitig war er von 2001 bis 2005 Präsident der internationalen Vereinigung der Johanniter-Hilfswerke weltweit.
Ab 1952 engagierte er sich für den Johanniterorden, zunächst in Südafrika. Wilhelm Graf Schwerin wurde 1954 als Ehrenritter in den Johanniterorden aufgenommen und 1973 zum Rechtsritter des Johanniterordens geschlagen. Er war unter anderem Leiter der Subkommende Kurpfalz. 1989 erfolgte die Ernennung zum Ehrenkommendator sowie 1992 bis 2008 die Ernennung zum Ordensstatthalter des Johanniterordens.

## Ehrungen
1993 wurde er mit dem Verdienstorden des Landes Baden-Württemberg ausgezeichnet. Er wurde mit dem Bundesverdienstkreuz 1. Klasse sowie 1998 mit dem Großen Bundesverdienstkreuz des Verdienstordens der Bundesrepublik Deutschland ausgezeichnet.